# Лю Инь
Лю Инь (кит. 刘因) по прозванию Мэнцзи, также известен как Цзинсю, (1249, Жунчэн округа Сюнчжоу (современный Сюйшуй провинции Хэбэй) — 1293) — учёный-неоконфуцианец, каноновед.
Лю Инь пропагандировал учение школы Чэн-Чжу, особо почитал Чжоу Дуньи, Чэн И, Чэн Хао, Чжан Цзая, Шао Юна и Люй Цзуцяня, настаивал на необходимости сохранения социальных отношений, «существующих с древнейших времён», прежде всего между государем и подданными.
Сочинения Лю Иня сведены в «Цзинсю вэньцзи» («Сборник произведений Цзинсю»).